# 리히텐슈타인의 재외공관 목록

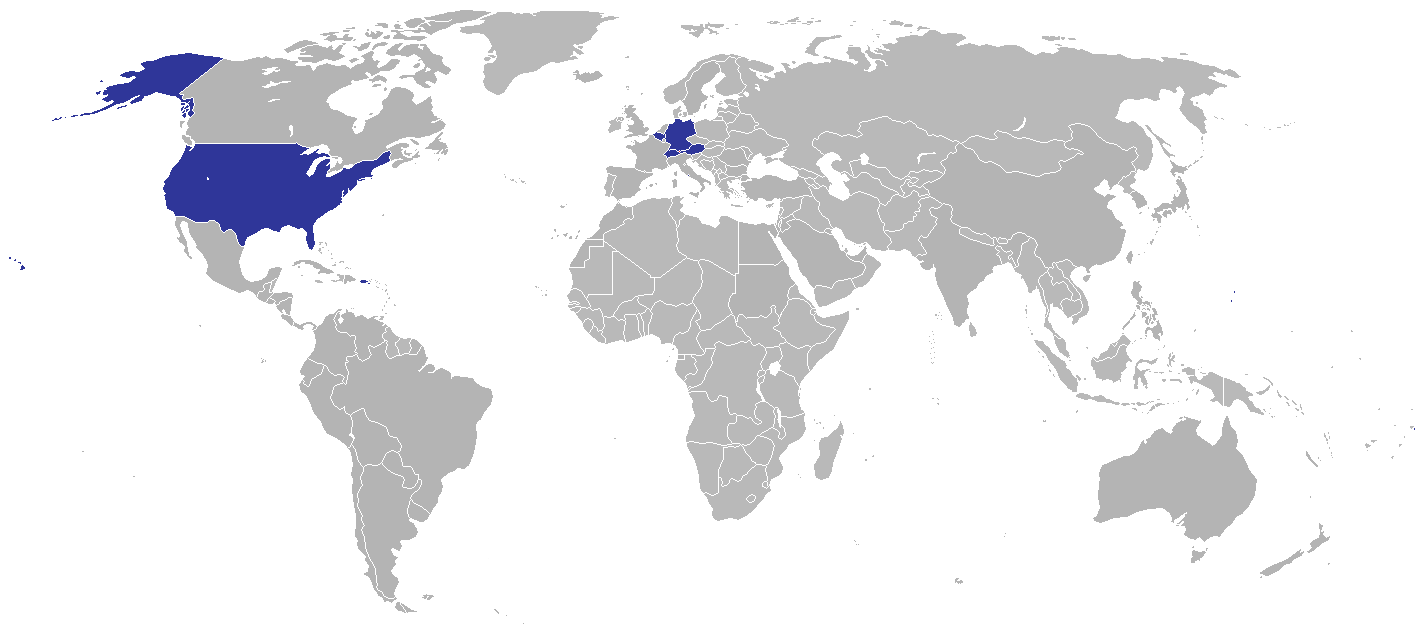
리히텐슈타인에 주재하고 있는 재외공관들 목록

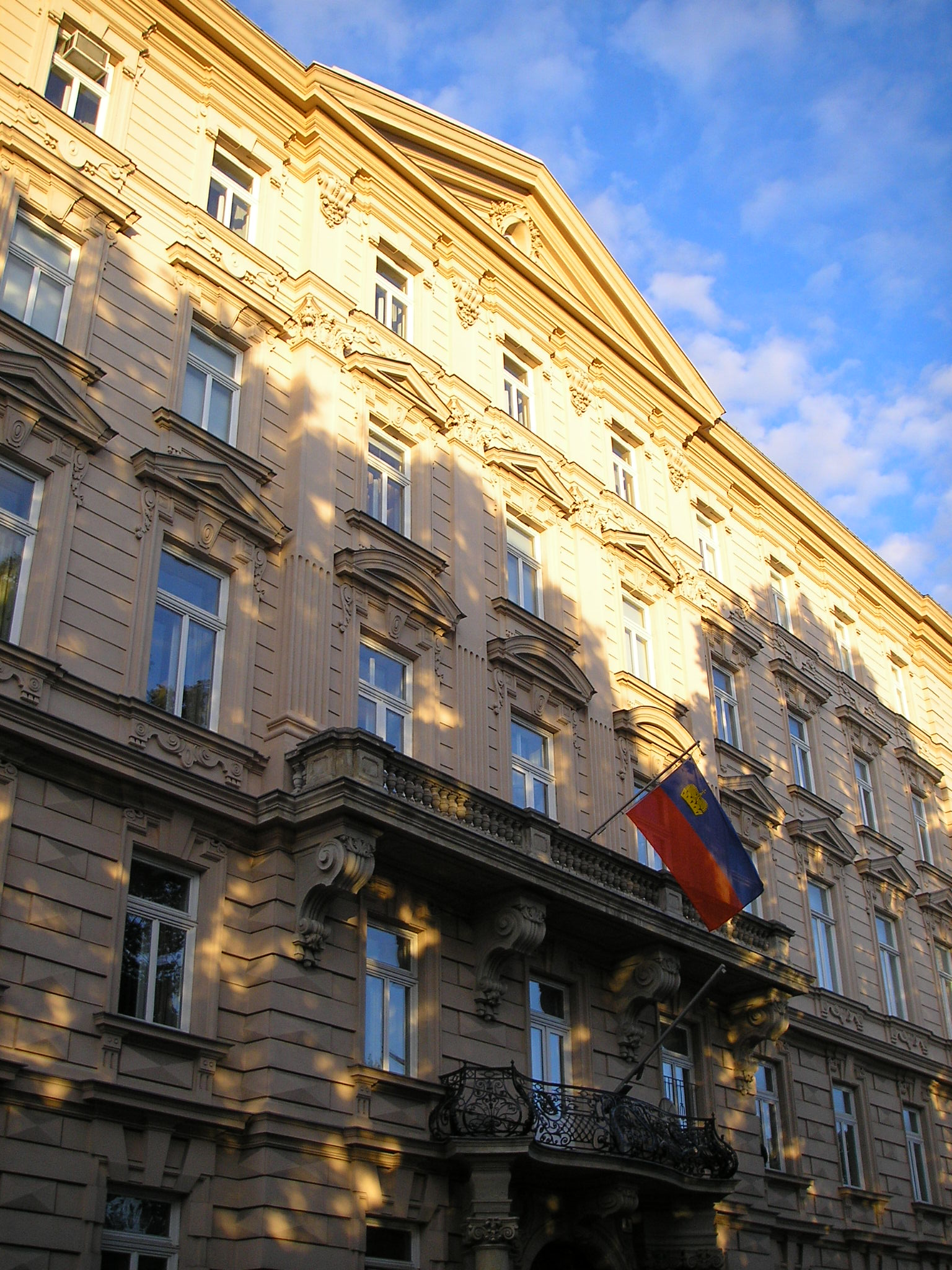
빈 주재 리히텐슈타인 대사관

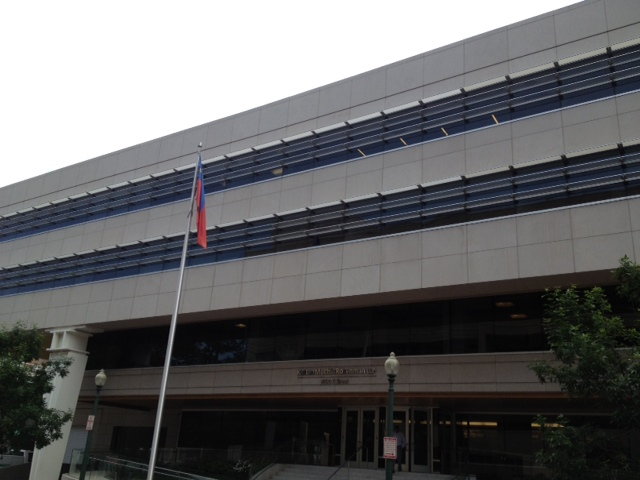
워싱턴 D.C. 주재 리히텐슈타인 대사관

아래는 리히텐슈타인의 재외공관 목록이다.

## 아메리카
- 미국: 워싱턴 D.C. (대사관)

## 유럽
- 독일: 베를린 (대사관)
- 벨기에: 브뤼셀 (대사관)
- 스위스: 베른 (대사관)
- 오스트리아: 빈 (대사관)

## 국제 기구
- UN 리히텐슈타인 정부 대표부: 뉴욕
- EU 리히텐슈타인 정부 대표부: 브뤼셀
- 유럽 평의회 리히텐슈타인 정부 대표부: 스트라스부르
- 제네바의 경우: 각 소재로 구성된 리히텐슈타인 정부 대표부들이 많이 마련되어 있음

## 같이 보기
- 스위스의 재외공관 목록